# 559 v. Chr.
Portal Geschichte | Portal Biografien | Aktuelle Ereignisse | Jahreskalender | Tagesartikel

◄ |
7. Jahrhundert v. Chr. |
6. Jahrhundert v. Chr. |
5. Jahrhundert v. Chr. |
►

◄ | 570er v. Chr. | 560er v. Chr. | 550er v. Chr. | 540er v. Chr. |
530er v. Chr. |
►

◄◄ | ◄ | 562 v. Chr. | 561 v. Chr. | 560 v. Chr. | 559 v. Chr. |
558 v. Chr. |
557 v. Chr. |
556 v. Chr. |
► |
►►

## Ereignisse

### Politik und Weltgeschehen
- Kyros II. wird König von Alt-Persien.

### Wissenschaft und Technik
- In seinem Akzessionsjahr (560 bis 559 v. Chr.) lässt der babylonische König Nergal-šarra-uṣur den Schaltmonat Addaru II ausrufen, der am 9. März[1] beginnt. Sein erstes Regierungsjahr beginnt am 1. Nisannu 559 v. Chr.
- Im babylonischen Kalender fällt das babylonische Neujahr des 1. Nisannu auf den 7.–8. April[1]; der Vollmond im Nisannu auf den 20.–21. April[1] und der 1. Tašritu auf den 30. September–1. Oktober[1].[2]